# John Stuart Mill
John Stuart Mill (London, 1806. május 20. – Avignon, 1873. május 8.) angol filozófus és közgazdász.

## Élete és munkássága

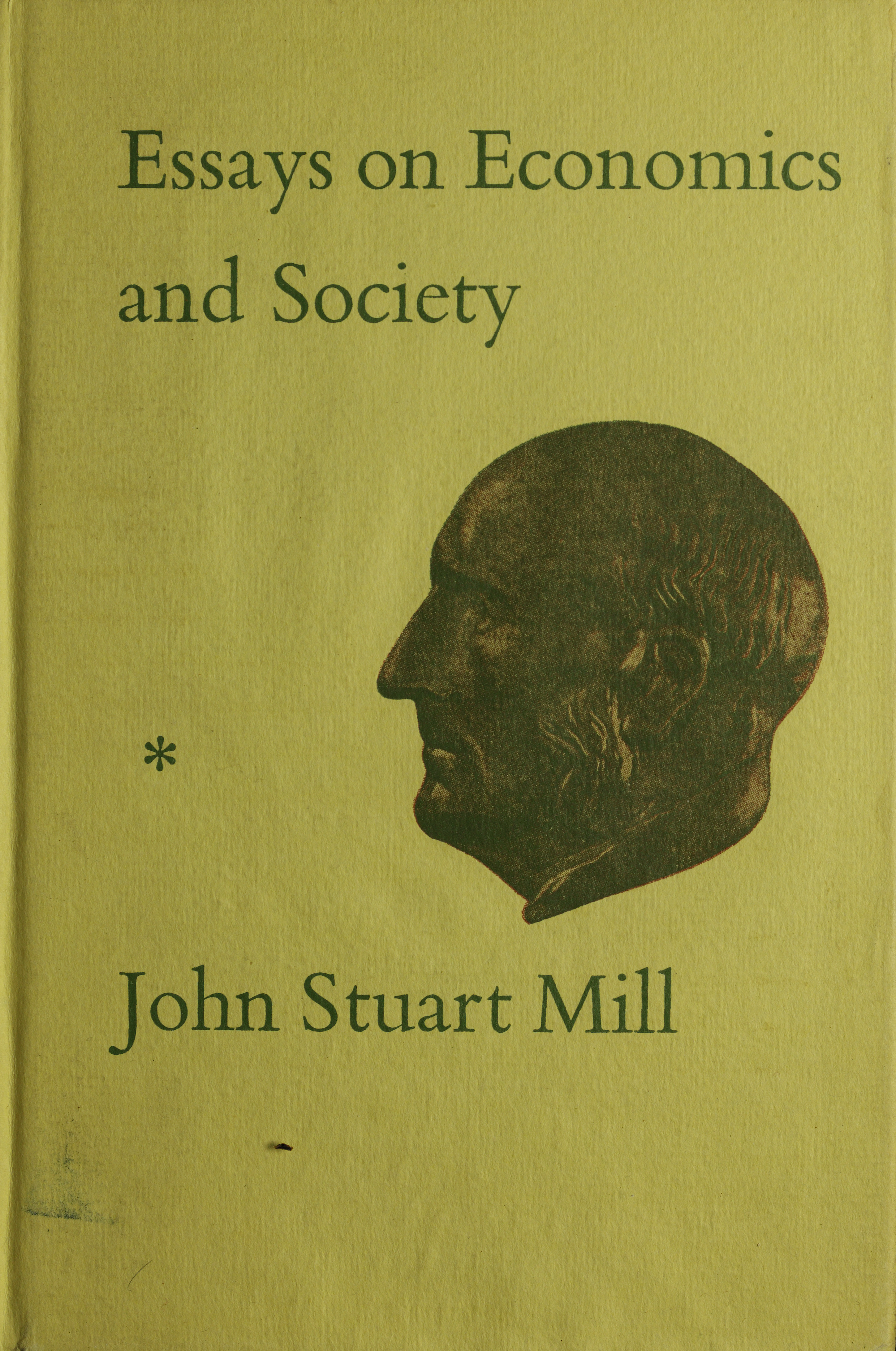
Essays on economics and society, 1967

John Stuart Mill édesapja James Mill, közgazdász és filozófus, édesanyja Harriete Mill volt. Millt kezdetben az apja otthon tanította, nevelését kiegészítve Jeremy Bentham utilitarista filozófus, a család barátja tanácsaival. Gyerekkorában teljesen elszigetelték a szülei a többi gyerektől. Hároméves korától görögül és latinul tanult, hétévesen pedig logikát, majd tizenkét éves korában közgazdaságtant. 
Első publikációja egy újságban jelent meg 1822-ben. 1823 -ban létrehozta az Utilitarista társaságot (ami 1826-ban feloszlott), majd alkalmazott lett a Brit Kelet-indiai Társaságnál, ahol az apjával együtt dolgozott.
1831-ben több cikke is megjelent az Examiner című lapban. 1858-ban felmondott Kelet-indiai Társaságnál, majd 1859-ben kiadta a Toughts on Parlamentary Reform, és a Dissertations and Discussions I. és II. kötetét.
1851-ben megnősült, feleségét Harriet Taylornak hívták. 
1865-ben kiadta az An Examination of Sir William Hamilton’s Philosophy című művet, ugyanebben az évben képviselőnek választják Anglia Parlamentjébe, majd rektori állást kap az St. Andrew’s University-n. Ebben az évben megjelent a The Subjection on Women című munkája. Posztumusz megjelent művei: Autobiography, Nature, Utility of Religion (1873); Theism (1874) és Dissertations and Discussions, IV. kötet (1875).
John Stuart Mill életében két ember játszott jelentős szerepet: apja, a filozófus, közgazdász és politikai gondolkodó, utilitarista James Mill (1773–1836) és felesége, Harriet Taylor (1807–1858). Harriettel John Stuart 1830-ban ismerkedett meg, és attól fogva erős érzelmi és intellektuális kapcsolat kötötte őket össze: házasságot azonban csak több mint húszéves barátság és együttműködés után, 1851-ben kötöttek, Harriet férjének halálát követően. Ennek a két, kétségtelenül kivételes és nonkonform személyiségnek a kapcsolata, akik a társadalomról, a politikai kérdésekről és a kultúráról, s főként a nők helyzetéről és a nemek viszonyáról vallott nézeteikkel messze megelőzték korukat, vonzotta – és a mai napig vonzza – az érdeklődést. Hihetetlenül intenzív szellemi együttműködésük és erős érzelmi kötődésük érdeklődést és kíváncsiságot, különböző feltételezéseket és kételyeket váltott ki; sőt ma is vita tárgyát képezi egyes, főként a negyvenes években különböző politikai témákban publikált írásaik szerzősége, e szövegek egyebek mellett a nők emancipációjának problémájával és a női jogok kérdésével is foglalkoztak. Különösen sokat írtak Harriet hatásáról Mill feminizmusára.

## Filozófiája
Mill minden tudomány számára általános egységes metodológiát akart alkotni. Elképzeléseit a "Deduktív és induktív logika rendszere" című műben fejtette ki: az induktív logika szabályainak megfelelően, a tapasztalatok elemzésével következtet általános törvényszerűségekre. Állítása szerint a szellemtudományokban csak az oksági törvényeknek megfelelő leírások alkalmazhatóak.
Rousseau szerződéselmélete abból az előfeltevésből indul ki, hogy az igazságosság forrása az ember természete, s ez vezeti cselekvéseit. Mill az igazságosság őrzését nem tartja tisztának. Az igazságosság forrását az képezi, hogy a társadalom büntetni akarja azokat, akik nem tisztelik a szabályokat, s társadalom egyetlen szerepe a törvényes keret megalkotása, melyben a szabálysértőket büntetik; ily módon a társadalom csak arra jogosult, hogy megvédje magát és az egyéneket a törvénytelenségtől. Az egyén joga az, amit a társadalom véd a többiek igazságtalan beavatkozásaitól.
Az igazságosság eszméjének mint viselkedési szabálynak erőteljesen morális jellege van, mert az egyének leszögeztek bizonyos erkölcsi elvárásokat, melyek sértetlen mozgásteret biztosítanak a személynek. A társadalom védi ezt a jogot a hasznosság és az általános jólét nevében. Az igazságosság az emberek jogainak védelme érdekében is van, az emberiség társas érzésein alapul és az általános hasznosságot is támogatja. Az igazságosság vagy az egyének jogainak védelme indokolt, mert biztosítja a hatékonyságot és az előnyök növelését.
„Az igazságosság bizonyos erkölcsi szabályok osztályának a megnevezése, amelyek az emberek jólétének közvetlen előidézői, s betartásuk minden más életvezetési szabálynál kötelezőbb érvényű; és az a fogalom, amely az igazságosság eszméjének lényege – vagyis minden ember egyéni jogának fogalma – igényli és szentesíti ezt a kényszerítő erejű kötelességet.”
„Ismételjük át: az igazságosság eszméje két dolgot feltételez – egy viselkedési szabályt és egy olyan érzést, mely bünteti a szabálysértőt. Feltételezzük, hogy az előbbi az egész emberiség számára közös és a javát szolgálja. A másik (az érzés) annak a vágya, hogy a szabálysértő elnyerje büntetését.” (Mill: Utilitarizmus)

## Mill és a nők társadalmi helyzete
Mill a nők társadalmi helyzetével elméleti szinten, publicistaként és politikai téren egyaránt foglalkozott, főként rövid politikai karrierje során, a brit parlament képviselőjeként. A 19. század 50-es éveinek végétől egészen élete végéig figyelmes szimpatizánsa, aktív támogatója, sőt résztvevője volt a kibontakozó nőmozgalomnak. Jelentős részt vállalt a nők hátrányos megkülönböztetésének különböző formái elleni küzdelemben, harcolt a nők politikai és polgárjogaiért, a szociális helyzetüket javító politikai és szociális reformokért, akár a művelődés vagy a munka területén. Harriet halála után is, annak lányával, Helen Taylorral aktívan együttműködött és tartotta a kapcsolatot a formálódó nőmozgalom vezető személyiségeivel, értelmiségiekkel és a nők jogaiért küzdő aktivistákkal, mint pl. Florence Nightingale, Barbara Bodichon, Emily Davies, Harriet Martineau vagy Elizabeth Cady Stanton, az első szervezett USA-beli nőmozgalom vezetője, a nők és férfiak egyenjogúságát követelő híres kiáltvány szerzője.
1865-ben a parlament alsóházának képviselője lett, és történelmi források szerint ő volt a legelső jelölt erre a pozícióra, aki programjába a nők választójogát is bevette. Parlamenti képviselőként való rövid működése során (1868-ig) több olyan törvényjavaslatot támogatott és kezdeményezett, amely a nők helyzetének javítására irányult, pl. a válásról szóló törvényt; 1866-ban petíciót terjesztett elő a parlamentben a nők választójogáért, és egy évvel később a reformról szóló törvényjavaslat kiegészítését ajánlotta; 1868-ban megvédte a törvényt, amely lehetővé tette volna, hogy a férjezett nők a vagyonról rendelkezhessenek. Habár Mill ezen politikai törekvéseit abban az időben nem koronázta siker (a nők választójogát Nagy-Britanniában csak 1918-ban vezették be), érdeme ezen a téren valóban hatalmas és megkérdőjelezhetetlen – azzal, hogy a nők polgári és politikai jogainak kérdését a parlamentben felvetette, nem csupán a női egyenjogúsági politikai mozgalmat befolyásolta kedvezően, hanem a társadalom egészében uralkodó nézeteket is.
A nők alárendeltsége (The Subjection of Women) című műve a legkifejezőbb, érvelések szempontjából a legkidolgozottabb megnyilatkozása Mill nézeteinek a nők társadalmi helyzetét és emancipációját illetően. A nők alárendeltsége bizonyos értelemben kiválik Mill filozófiai üzenetének általános értékeléséből, legalábbis ami a filozófián belüli recepcióját illeti. Mill ezt az esszét 1861-ben írta, tehát röviddel Harriet halála után, és 1869-ben publikálta, amikor úgy vélte, hogy a társadalom helyzete lehetővé teszi a mű kedvezőbb fogadtatását. Az esszé elsősorban az alakuló nőmozgalomban váltott ki élénk és lelkes helyeslést, a nők jogaiért küzdők nem túl népes körében, de más országokban is. Az esszé fogadtatása e körökön kívül – főleg a filozófusok és politikusok részéről, ha egyáltalán figyelemre méltatták – az adott korszakban a megrökönyödéstől a teljes felháborodásig és elutasításig terjedt, sőt nemegyszer nevetség céltáblájává vált vagy egyáltalán nem vettek róla tudomást.
Mill kritikusan nyilatkozik arról – a mai olvasó előtt is ismert – szokásról, amikor általános ítéletet mondtak a nők társadalomban betöltött szerepéről vagy a férfiak és nők közötti különbözőségekről, és gyakran anélkül, hogy ezek a nézetek komoly, előítéletektől mentes ismeretekre és ilyen ismeretekre alapozott érvelésekre támaszkodtak volna. Mill ilyen irányú fejtegetéseiből erős kritika hallatszik ki a tudomány egyes területei, így a filozófia számlájára is amiatt, hogy a megszokott, hagyományos közönnyel viseltetnek a nők iránt. Megfogalmazza azt az álláspontját, hogy „az elv, amely a létező társadalmi viszonyokat szabályozza a nemek között” és amelyet úgy jellemez mint „az egyik nem jogi alárendelése a másiknak – már magában helytelen”. Szemében a nők alárendeltsége kétségkívül történelmi anakronizmus, és egy modern liberális társadalomban, amely a szabadság és igazságosság elvét vallja, „szembeszökő tény” és a „régi világ gondolkodásának és gyakorlatának eszköze”. Ami a nők egyenlőtlen, alárendelt helyzetének továbbélését illeti, Mill nézetei időnként inkább a nőmozgalom irányzatainak radikálisan mint liberálisan orientált ágára emlékeztetnek – állítja, hogy a továbbélő beidegződések és sztereotípiák mellett elsősorban a férfiak érdeke az, ami a nőket alárendelt helyzetükben tartja. A rabszolgaság analógiáját is használja és ismételten hangsúlyozza, hogy a nők alárendeltsége a legális rabszolgaság egyetlen példája a modern nyugati társadalmakban. Mill művét joggal tekintik a 19. századbeli liberális feminizmus kiáltványának. A filozófus itt világosan felismerte és behatóan elemezte a nők társadalmi helyzetének fő problémáit, és ezzel tulajdonképpen megalkotta a liberális feminista politikai elmélet kereteit.

## Közgazdasági nézetei
Mill két jelentősebb közgazdasági művet írt. 1844-ben jelent meg a "Tanulmányok a politikai gazdaságtan néhány eldöntetlen kérdéséről" és 1848-ban "A politikai gazdaságtan alapelvei és néhány alkalmazásuk a társadalomfilozófiára". E művekben a termeléssel, az elosztással, a cserével, a kapitalizmus fejlődésével és az állam gazdasági szerepével foglalkozik. Bár Ricardo követőjének tekintette magát, számára a munkaérték-elmélet egyáltalán nem jelenti a közgazdasági tanítások alapját, habár formálisan nem adja fel a munkaérték-elméletet. Millnél az értéknek kevés köze van a termeléshez mint olyanhoz, hanem inkább csak a csere, a forgalmi szféra jelensége. Az érték nála csak egy arány, amely jellemzi egy adott áru más árukra, többek közt pénzre történő cseréjét. Ez az arány a piacon alakul ki, s az áru csereértéke egyszerűen egy olyan ponton határozódik meg, ahol a kereslet és kínálat kiegyenlítődik. Mill szerint a tőkés nyeresége abból ered, hogy a munka nagyobb értéket alkot, mint amennyibe a fenntartása kerül, s a társadalom mindig rendelkezik egy igen szigorú és gyakorlatilag stabil létfenntartásicikk-alappal, amelyet a tőkések raknak félre ("takarítanak meg"), hogy eltartsák munkásaikat. Úgy gondolta, hogy jogszabályokkal, az elosztás igazságosabbá tételével orvosolhatók a társadalom gazdasági bajai és feloldhatók a kapitalizmus ellentmondásai. A társadalomban örök természeti törvényeket keresett, s közgazdasági tanításait a proletariátus reformokra irányuló törekvéseivel kísérelte meg összeegyeztetni.

## Magyarul megjelent művei
- Mill János Stuartː A szabadságról; ford., bev. Kállay Béni; Ráth, Bp., 1867
- A képviseleti kormány; ford. Jánosi Ferenc; Emich, Pest, 1867
- A nemzetgazdaságtan alapelvei, s ezek némelyikének a társadalombölcsészetre való alkalmazása, 1-4.; ford. Dapsy László; Légrády, Bp., 1874–1875
- Rectori beköszöntő beszéd. 1867; ford., előszó György Endre; Franklin, Bp., 1874
- Mill János Stuartː A deductív és inductív logika rendszere, 1-3.; ford. Szász Béla; Ráth Mór, Bp., 1874–1877
- Mill Stuart Jánosː A nő alárendeltsége; ford. Egei József; Nagy Ny., Szatmár, 1876
- A szabadságról; ford. Tábori Mihály, bev. Tábori Kornél; Phőnix, Bp., 1943 (Klasszikus írások)
- Gondolatok a költészetről és annak fajtáiról; ford. Szilágyi Tibor; in: Hagyomány és egyéniség. Az angol esszé klasszikusai; vál. Európa Könyvkiadó munkaközössége, közrem. Ruttkay Kálmán, Ungvári Tamás, utószó Abody Béla, jegyz. Abádi Nagy Zoltán; Európa, Bp., 1967
- A szabadságról; ford. Pap Mária, utószó, jegyz. Krokovay Zsolt; Magyar Helikon, Bp., 1980
- A szabadságról; bev., jegyz. Egyed Péter, ford. Pap Mária; Kriterion, Bukarest, 1983 (Téka)